# Kostjantyn Rjabenko
Kostjantyn Wolodymyrowytsch Rjabenko (ukrainisch Костянтин Володимирович Рябенко; * 26. April 1983 in Kiew, Ukrainische SSR) ist ein ehemaliger ukrainischer Eishockeyspieler, der zuletzt bis 2017 beim HK Krywbass in der ukrainischen Eishockeyliga unter Vertrag stand.

## Karriere
Kostjantyn Rjabenko begann seine Karriere als Eishockeyspieler in der Nachwuchsabteilung des HK Sokil Kiew. Für dessen zweite Mannschaft lief er in der Saison 1999/2000 in der B-Gruppe East European Hockey League auf. 2000 wechselte er zum HK Kiew, der in der A-Gruppe der EEHL spielte. Erste Auslandserfahrungen sammelte er als 18-Jähriger bei Krylja Sowetow Moskau, für deren zweite Mannschaft er in der Perwaja Liga antrat. Aus Russland zurückgekehrt, entwickelte er sich zum Wandervogel zwischen den ukrainischen Vereinen, wobei er immer wieder zu seinem Stammklub Sokil Kiew zurückkehrte, für den er zuletzt 2013/14 erneut spielte und mit dem er 2004 und 2008 ukrainischer Meister wurde. Mit Dniprowskje Wolki Dnipropetrowsk wurde er 2005 ukrainischer Vizemeister, ebenso mit dem HK Berkut 2010 sowie mit dem HK Sokil Kiew 2011 und 2012. Von 2005 bis 2007 stand er in der polnischen Ekstraliga in Sanok und Danzig unter Vertrag. Nach einem kurzen Abstecher 2014 nach Kasachstan spielt er für den CSM Dunărea Galați, mit dem er 2015 und 2016 rumänischer Meister wurde. 2016 gewann er mit dem Klub auch den rumänischen Eishockeypokal. Anschließend kehrte er in die Ukraine zurück, wo er für den HK Krywbass spielte, bevor er 2017 seine Karriere beendete.

### International
Rjabenko kam im Nachwuchsbereich bei den U20-Weltmeisterschaften 2002 und 2003 in der Division I für sein Heimatland zum Einsatz. Dabei gelang ihm 2003 mit der ukrainischen Mannschaft der Aufstieg in die Top-Division.
Für die A-Nationalmannschaft der Ukraine spielte Rjabenko erstmals mit knapp 30 Jahren im Rahmen der Weltmeisterschaft 2013, als ihm mit seinem Team der Aufstieg von der B- in die A-Gruppe der Division I gelang. Dort wurde er dann bei den Titelkämpfen 2015 eingesetzt.

## Erfolge und Auszeichnungen
- 2003 Aufstieg in die Top-Division bei der U-20-Weltmeisterschaft, Division I, Gruppe A
- 2004 Ukrainischer Meister mit dem HK Sokil Kiew
- 2008 Ukrainischer Meister mit dem HK Sokil Kiew
- 2013 Aufstieg in die Division I, Gruppe A, bei der Weltmeisterschaft der Division I, Gruppe B
- 2015 Rumänischer Meister mit dem CSM Dunărea Galați
- 2016 Rumänischer Meister und Pokalsieger mit dem CSM Dunărea Galați

## Statistik
(Stand: Ende der Saison 2012/13)